# Yūtarō Takahashi
Yūtarō Takahashi (japanisch 高橋 祐太郎 Takahashi Yūtarō; * 3. Oktober 1987 in der Präfektur Fukuoka) ist ein ehemaliger japanischer Fußballspieler.

## Karriere
Takahashi erlernte das Fußballspielen in der Universitätsmannschaft der Fukuoka-Universität. Seinen ersten Vertrag unterschrieb er 2010 bei Vissel Kobe. Der Verein spielte in der höchsten Liga des Landes, der J1 League. 2011 wechselte er zum Ligakonkurrenten Cerezo Osaka. 2012 wechselte er zum Zweitligisten Roasso Kumamoto. Für den Verein absolvierte er 53 Ligaspiele. 2015 wechselte er zum Ligakonkurrenten V-Varen Nagasaki. Für den Verein absolvierte er 25 Ligaspiele. Ende 2015 beendete er seine Karriere als Fußballspieler.